# Subprefecturas de Hokkaidō
La Prefectura de Hokkaido de Japón tiene 14 subdivisiones administrativas, 支庁 (shichō), que se traduce comúnmente como subprefectura, y estas llevan a cabo funciones administrativas de la prefectura fuera de la capital.

## Lista de Subprefecturas
- Hidaka
- Hiyama
- Iburi
- Ishikari
- Kamikawa
- Kushiro
- Nemuro
- Ojotsk
- Oshima
- Rumoi
- Shiribeshi
- Sorachi
- Soya
- Tokachi

- Datos: Q2330190